# Goran Karan
Goran Karan (in serbo Горан Каран?; Belgrado, 2 aprile 1964) è un cantante croato.
Cantante pop con importanti influenze provenienti dalla cultura popolare dalmata è conosciuto per il proprio timbro di voce da tenore.
Nell 2000, dopo la vittoria nella competizione nazionale, ha rappresentato la Croazia all'Eurovision con la canzone Kad zaspu anđeli (conosciuta anche come Ostani).

## Discografia
- 1999 - Kao da te ne volim
- 2000 - Vagabundo
- 2003 - Ahoj!
- 2005 - Od srca do usana
- 2005 - Zlatna kolekcija
- 2018 - Glas Juga